# وليد الشنقيطي
وليد الشنقيطي لاعب كرة قدم سعودي محترف، يلعب في الهجوم في نادي الباطن.

## مسيرة اللاعب
كانت بداياته مع نادي أحد وانتقل الشباب في عام 2013 وأعاره الشباب إلى نادي نجران عام 2016 وبعدها انتقل إلى نادي القادسية في عام 2017 وأعاره إلى نادي الوشم في عام 2018 وأعير إلى نادي نجران في عام 2019 و انتقل إلى نادي العدالة مطلع عام 2022 وعاد إلى نادي أحد مطلع عام 2024 وانتقل إلى نادي الباطن في صيف عام 2024.

## روابط خارجية
- وليد الشنقيطي على موقع Soccerway.com (الإنجليزية)
- وليد الشنقيطي على موقع كووورة